# Castiarina daedalea
Castiarina daedalea es una especie de escarabajo del género Castiarina, familia Buprestidae. Fue descrita científicamente por Barker en 1990.